# Zgierz
Pour le village de la voïvodie de Poméranie, voir Zgierz.
Zgierz est une ville du centre de la Pologne, capitale d'un powiat (district), dans la voïvodie de Łódź. Il s'agit d'une des plus anciennes ville de la région : elle a été fondée en 1224. Elle est située sur la Bzura. 
La ville a un statut plutôt résidentiel, c'est un des lieux d'habitation favoris des cadres de Łódź.
Sur le territoire de la ville se situe le plus grand centre récréatif de Pologne Nowa Gdynia qui comprend, entre autres, plusieurs piscines, des courts de tennis, des salles de conférences, ainsi qu'un hôtel.
C'est la ville de naissance de l'écrivain David Frischmann.

## Relations internationales

### Jumelages
La ville de Zgierz est jumelée avec :
- Glauchau (Allemagne) depuis 1997
- Hódmezővásárhely (Hongrie) depuis le 15 mars 2005
- Kežmarok (Slovaquie) depuis 1998
- Kupiškis (Lituanie) depuis 1998
- Orzysz (Pologne) depuis 2001
- Manevytchi (Ukraine) depuis 1999
- Supraśl (Pologne) depuis 2001
- Bischwiller (France) depuis 2019